# 清西动车组列车
清西动车组列车是中国铁路运行于直辖市北京市清河站至陕西省省会西安市西安北站的动车组列车，自2025年1月5日起开行，客运里程1203公里，途经北京市、河北省、山西省、陕西省三省一市，客运乘务由西安局集团西安客运段担任。其中清河站至西安北站运行6小时58分，使用车次为D1043次；西安北站至清河站运行8小时12分，使用车次为D1044次。

## 历史
2012年4月1日，原北京西-郑州D131/132次列车经由陇海铁路、郑西客运专线延长至西安北站始发终到，结束了西安至北京无动车组直通的历史。
2012年12月21日，北京西-西安北D131/132次列车停运。因京广高速铁路京郑段建成通车，5天后由京西高速动车组列车取代。
2025年1月5日，全国铁路调图，因集大原高速铁路建成通车，北京至西安间首次开行经由京张城际铁路、张大客运专线、大西客运专线的普通动车组列车，车次为D1041-1044次。
2025年7月1日，全国铁路调图，D1041/1042次列车停驶。

## 列车编组
本对列车使用配属西安局集团西安北动车运用所的CR300BF。
| 车厢号 | 1           | 2-4         | 5                  | 6-8         |
| 车型   | ZY 一等座车 | ZE 二等座车 | ZEC 二等座车／餐车 | ZE 二等座车 |